# Janne Tuohino
Janne Tuohino (Kiiminki, 22 maggio 1975) è un pilota di rally finlandese.

## Biografia
Arriva nel 1996 insieme a Toni Gardemeister al rally di Finlandia con la squadra Opel. Le parentesi 1997 e 1998 lo fanno guidare prima con la Mitsubishi e poi con la Volkswagen, nel 1999 fu una stagione di transizione e guidò una Ford Escort WRC della scuderia LPM Human Heat per 2 corse più una gara con una Volkswagen Polo GTI.
Nel 2000 guidò la Toyota Corolla in modalità World Rally Car semi-privato visto che la casa aveva già lasciato lo scenario per concentrarsi sulla Formula 1; anche nel 2001 guidò la Corolla. Dal 2002 al 2003 si divise tra il campionato Junior WRC con la Citroën dove guidava la Saxo S1600 e il mondiale WRC con una Ford Focus WRC privata. Nel 2004 disputò due appuntamenti per il team ufficiale Ford, classificandosi quarto al Svezia e quinto in Rally di Finlandia sempre con la Focus WRC.
Nel 2005 venne ingaggiato dalla Škoda Motorsport insieme ad Armin Schwarz, Jani Paasonen e Colin McRae con la Fabia WRC. Il 2006 lo vide a bordo di una Xsara WRC privata. Tra il 2007 e il 2009 guidò diverse vetture non ufficiali: Mitsubishi Lancer, Subaru Impreza WRC e Peugeot 207 S2000; nel 2010 e nel 2011 tornò invece a guidare un'auto Ford, stavolta una Fiesta S2000. Annunciò il ritiro dal mondiale al termine della stagione 2016.

Ritornò a gareggiare nel 2018 partecipando al Rally di Svezia nella categoria WRC-2 al volante di una Ford Fiesta R5.

## Vittorie nel Junior WRC
| # | Stagione | Evento              | Co-pilota        | Auto               |
| - | -------- | ------------------- | ---------------- | ------------------ |
| 1 | 2002     | Rally dell'Acropoli | Petri Vihavainen | Citroën Saxo S1600 |

## Risultati nel mondiale rally

### WRC
| 1996 | Scuderia | Vettura            |  |  |  |  |  |     |  |  |  |  |  |  |  |  |  |  | Punti | Pos. |
| ---- | -------- | ------------------ |  |  |  |  |  | --- |  |  |  |  |  |  |  |  |  |  | ----- | ---- |
| 1996 |          | Opel Astra GSi 16V |  |  |  |  |  | Rit |  |  |  |  |  |  |  |  |  |  | 0     |      |

| 1997 | Scuderia | Vettura                  |  |  |  |  |  |  |  |  |  |     |  |  |  |  |  |  | Punti | Pos. |
| ---- | -------- | ------------------------ |  |  |  |  |  |  |  |  |  | --- |  |  |  |  |  |  | ----- | ---- |
| 1997 |          | Mitsubishi Lancer Evo IV |  |  |  |  |  |  |  |  |  | Rit |  |  |  |  |  |  | 0     |      |

| 1998 | Scuderia       | Vettura                     |  |  |  |  |  |  |  |  |  |     |  |  |  |  |  |  | Punti | Pos. |
| ---- | -------------- | --------------------------- |  |  |  |  |  |  |  |  |  | --- |  |  |  |  |  |  | ----- | ---- |
| 1998 | Sawfish Racing | Volkswagen Golf III Kit Car |  |  |  |  |  |  |  |  |  | Rit |  |  |  |  |  |  | 0     |      |

| 1999 | Scuderia       | Vettura                               |  |  |  |  |  |  |  |  |  |   |  |  |     |     |  |  | Punti | Pos. |
| ---- | -------------- | ------------------------------------- |  |  |  |  |  |  |  |  |  | - |  |  | --- | --- |  |  | ----- | ---- |
| 1999 | LPM Human Heat | Ford Escort WRC e Volkswagen Polo 16V |  |  |  |  |  |  |  |  |  | 8 |  |  | Rit | Rit |  |  | 0     |      |

| 2000 | Scuderia | Vettura            |  |    |  |     |  |  |  |  |     |  |  |  |  |     |  |  | Punti | Pos. |
| ---- | -------- | ------------------ |  | -- |  | --- |  |  |  |  | --- |  |  |  |  | --- |  |  | ----- | ---- |
| 2000 | K-AM 156 | Toyota Corolla WRC |  | 15 |  | Rit |  |  |  |  | Rit |  |  |  |  | Rit |  |  | 0     |      |

| 2001 | Scuderia | Vettura            |  |    |  |     |  |  |  |  |    |  |  |  |  |     |  |  | Punti | Pos. |
| ---- | -------- | ------------------ |  | -- |  | --- |  |  |  |  | -- |  |  |  |  | --- |  |  | ----- | ---- |
| 2001 | K-AM 156 | Toyota Corolla WRC |  | 11 |  | Rit |  |  |  |  | 11 |  |  |  |  | Rit |  |  | 0     |      |

| 2002 | Scuderia | Vettura                                    |     |   |  |    |    |  |    |  |    |     |    |  |  |    |  |  | Punti | Pos. |
| ---- | -------- | ------------------------------------------ | --- | - |  | -- | -- |  | -- |  | -- | --- | -- |  |  | -- |  |  | ----- | ---- |
| 2002 |          | Citroën Saxo S1600 e Ford Focus RS WRC '01 | Rit | 7 |  | 24 | 12 |  | 19 |  | 11 | Rit | 24 |  |  | 25 |  |  | 0     |      |

| 2003 | Scuderia | Vettura               |  |    |  |  |  |  |  |  |   |  |  |  |  |  |  |  | Punti | Pos. |
| ---- | -------- | --------------------- |  | -- |  |  |  |  |  |  | - |  |  |  |  |  |  |  | ----- | ---- |
| 2003 |          | Ford Focus RS WRC '02 |  | 17 |  |  |  |  |  |  | 7 |  |  |  |  |  |  |  | 2     | 20º  |

| 2004 | Scuderia | Vettura           |  |   |  |  |   |   |   |  |   |  |  |     |  |  |  |  | Punti | Pos. |
| ---- | -------- | ----------------- |  | - |  |  | - | - | - |  | - |  |  | --- |  |  |  |  | ----- | ---- |
| 2004 | Ford     | Ford Focus RS WRC |  | 4 |  |  | 6 | 7 | 7 |  | 5 |  |  | Rit |  |  |  |  | 16    | 9º   |

| 2005 | Scuderia         | Vettura         |  |     |  |     |    |   |    |  |  |    |  |  |  |  |  |  | Punti | Pos. |
| ---- | ---------------- | --------------- |  | --- |  | --- | -- | - | -- |  |  | -- |  |  |  |  |  |  | ----- | ---- |
| 2005 | Škoda Motorsport | Škoda Fabia WRC |  | Rit |  | Rit | 13 | 9 | 13 |  |  | 10 |  |  |  |  |  |  | 0     |      |

| 2006 | Scuderia | Vettura           |  |    |  |  |  |  |  |  |  |   |  |  |  |  |  |  | Punti | Pos. |
| ---- | -------- | ----------------- |  | -- |  |  |  |  |  |  |  | - |  |  |  |  |  |  | ----- | ---- |
| 2006 |          | Citroën Xsara WRC |  | 10 |  |  |  |  |  |  |  | 6 |  |  |  |  |  |  | 3     | 24º  |

| 2009 | Scuderia | Vettura           |  |  |  |  |  |  |  |  |    |  |  |  |  |  |  |  | Punti | Pos. |
| ---- | -------- | ----------------- |  |  |  |  |  |  |  |  | -- |  |  |  |  |  |  |  | ----- | ---- |
| 2009 |          | Peugeot 207 S2000 |  |  |  |  |  |  |  |  | SQ |  |  |  |  |  |  |  | 0     |      |

| 2010 | Scuderia | Vettura           |    |  |     |  |     |    |  |    |  |  |  |  |  |  |  |  | Punti | Pos. |
| ---- | -------- | ----------------- | -- |  | --- |  | --- | -- |  | -- |  |  |  |  |  |  |  |  | ----- | ---- |
| 2010 | Janpro   | Ford Fiesta S2000 | 12 |  | Rit |  | Rit | 28 |  | 17 |  |  |  |  |  |  |  |  | 0     |      |

| 2016 | Scuderia     | Vettura        |  |  |  |  |  |  |  |    |  |   |  |  |  |  |  |  | Punti | Pos. |
| ---- | ------------ | -------------- |  |  |  |  |  |  |  | -- |  | - |  |  |  |  |  |  | ----- | ---- |
| 2016 | Toksport WRT | Ford Fiesta R5 |  |  |  |  |  |  |  | 25 |  | C |  |  |  |  |  |  | 0     |      |

| 2018 | Scuderia     | Vettura        |  |    |  |  |  |  |  |  |  |  |  |  |  |  |  |  | Punti | Pos. |
| ---- | ------------ | -------------- |  | -- |  |  |  |  |  |  |  |  |  |  |  |  |  |  | ----- | ---- |
| 2018 | Toksport WRT | Škoda Fabia R5 |  | 16 |  |  |  |  |  |  |  |  |  |  |  |  |  |  | 0     |      |

| 2019 | Scuderia | Vettura         |  |    |  |  |  |  |  |  |  |  |  |  |  |  |  |  | Punti | Pos. |
| ---- | -------- | --------------- |  | -- |  |  |  |  |  |  |  |  |  |  |  |  |  |  | ----- | ---- |
| 2019 |          | Ford Fiesta WRC |  | 10 |  |  |  |  |  |  |  |  |  |  |  |  |  |  | 1     | 30º  |

| 2021 | Scuderia | Vettura         |  |     |  |  |  |  |  |  |  |  |  |  |  |  |  |  | Punti | Pos. |
| ---- | -------- | --------------- |  | --- |  |  |  |  |  |  |  |  |  |  |  |  |  |  | ----- | ---- |
| 2021 | JanPro   | Ford Fiesta WRC |  | Rit |  |  |  |  |  |  |  |  |  |  |  |  |  |  | 0     |      |

| Legenda | 1º posto | 2º posto | 3º posto | A punti | Senza punti | Ritirato | Squalificato | NP=Non partito C=Gara cancellata | Apice=Power stage |

### S-WRC/WRC-2
| 2010 | Scuderia | Vettura           |   |  |     |  |     |   |  |   |  |  |  |  |  |  |  |  | Punti | Pos. |
| ---- | -------- | ----------------- | - |  | --- |  | --- | - |  | - |  |  |  |  |  |  |  |  | ----- | ---- |
| 2010 | Janpro   | Ford Fiesta S2000 | 2 |  | Rit |  | Rit | 8 |  | 6 |  |  |  |  |  |  |  |  | 0     | 14º  |

| 2016 | Scuderia     | Vettura        |  |  |  |  |  |  |  |    |  |   |  |  |  |  |  |  | Punti | Pos. |
| ---- | ------------ | -------------- |  |  |  |  |  |  |  | -- |  | - |  |  |  |  |  |  | ----- | ---- |
| 2016 | Toksport WRT | Ford Fiesta R5 |  |  |  |  |  |  |  | 11 |  | C |  |  |  |  |  |  | 0     | 43º  |

| 2018 | Scuderia     | Vettura        |  |   |  |  |  |  |  |  |  |  |  |  |  |  |  |  | Punti | Pos. |
| ---- | ------------ | -------------- |  | - |  |  |  |  |  |  |  |  |  |  |  |  |  |  | ----- | ---- |
| 2018 | Toksport WRT | Škoda Fabia R5 |  | 5 |  |  |  |  |  |  |  |  |  |  |  |  |  |  | 10    | 32º  |

| Legenda | 1º posto | 2º posto | 3º posto | A punti | Senza punti | Ritirato | Squalificato | NP=Non partito C=Gara cancellata | Apice=Power stage |

### Junior WRC
| 2002 | Scuderia | Vettura            |     |  |  |   |  |  |   |  |  |     |    |  |  |   |  |  | Punti | Pos. |
| ---- | -------- | ------------------ | --- |  |  | - |  |  | - |  |  | --- | -- |  |  | - |  |  | ----- | ---- |
| 2002 |          | Citroën Saxo S1600 | Rit |  |  | 5 |  |  | 1 |  |  | Rit | 10 |  |  | 4 |  |  | 15    | 3º   |

| Legenda | 1º posto | 2º posto | 3º posto | A punti | Senza punti | Ritirato | Squalificato | NP=Non partito C=Gara cancellata | Apice=Power stage |